# Drangajökull

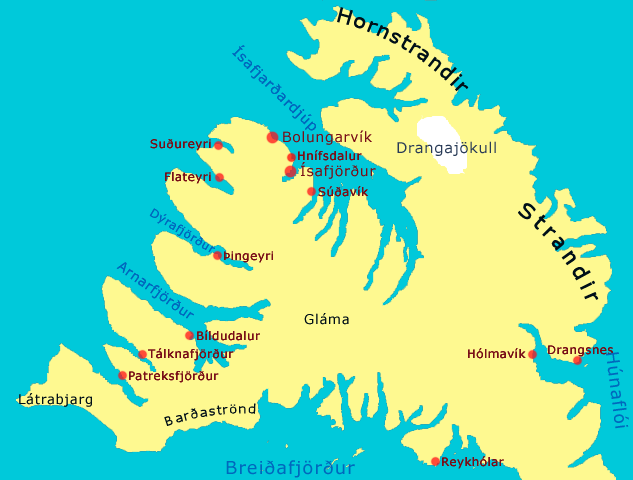

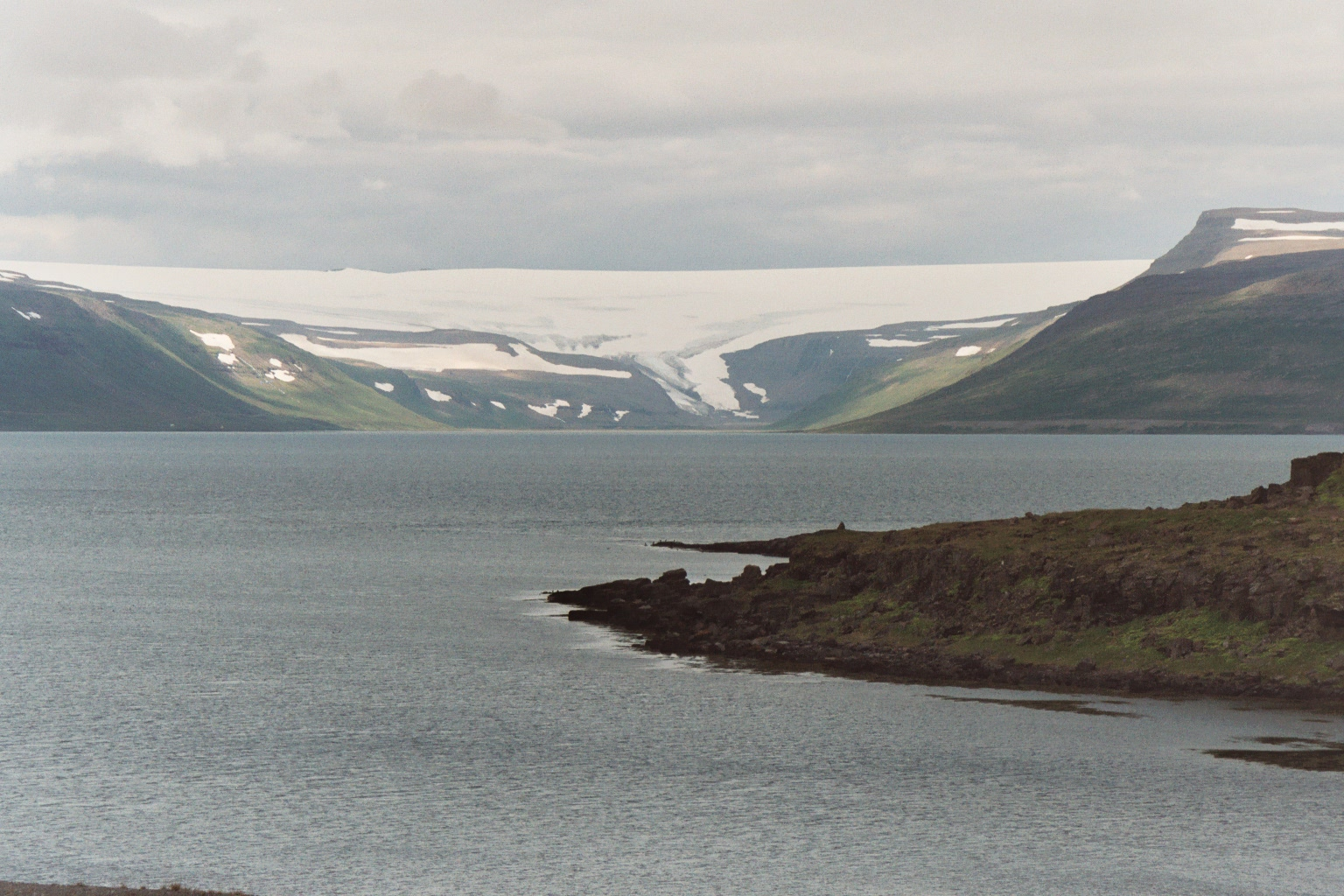
Vista del Drangajökull.

Drangajökull es el más septentrional de los  glaciares de Islandia. Se encuentra al suroeste de la península de Hornstrandir, en la región de Vestfirðir ya al este del fiordo Ísafjörður. El hielo cubre entre 160 y 200 km². Su altura máxima es de 925 m s. n. m. en el pico Jökulbunga.